# Harjesia vrazi
Espèce
Synonymes
- Taygetis vrazi Kheil, 1896[1]
- Pseudodebis vrazi (Kheil, 1896)[2]

 Harjesia vrazi est une espèce de papillons de la famille des Nymphalidae, de la sous-famille des Satyrinae et du genre Harjesia.

## Systématique
L'espèce Harjesia vrazi a été décrite en 1896 par l'entomologiste tchèque Napoleon Manuel Kheil (d) (1849-1923) sous le protonyme de Taygetis vrazi.

## Écologie et distribution
Harjesia vrazi est endémique du Venezuela.

### Protection
Pas de statut de protection particulier